# William Stephen Skylstad
William Stephen Skylstad (* 2. März 1934 in Omak, Okanogan County, Washington) ist ein US-amerikanischer Geistlicher der Römisch-Katholischen Kirche und emeritierter Bischof von Spokane.

## Leben
William Skylstad empfing am 21. Mai 1960 die Priesterweihe für das Bistum Spokane.
Papst Paul VI. ernannte ihn am 16. Februar 1977 zum Bischof von Yakima. Die Bischofsweihe spendete ihm der Erzbischof von Seattle, Raymond Gerhardt Hunthausen, am 12. Mai desselben Jahres; Mitkonsekratoren waren Bernard Joseph Topel, Bischof von Spokane, und Bernard Francis Law, Bischof von Springfield-Cape Girardeau.
Papst Johannes Paul II. ernannte ihn am 17. April 1990 zum Bischof von Spokane. Am 30. Juni 2010 nahm Papst Benedikt XVI. seinen altersbedingten Rücktritt an. Während der Sedisvakanz im Bistum Baker vom 24. Januar 2011 bis zum 8. März 2012 war er dort Diözesanadministrator.